# Patricia Moreno
Patricia Moreno Sánchez (Madrid, 7 gennaio 1988) è un'ex ginnasta spagnola.
Inizia a fare ginnastica nel 1995.
Ai Giochi olimpici di Atene 2004 vince il bronzo al corpo libero, diventando la prima ginnasta spagnola a vincere una medaglia olimpica.
Infortunatasi nel 2007, dichiara il suo ritiro dalle competizioni il 25 luglio 2008.